# Qinglan Hu
Qinglan Hu är en sjö i Kina. Den ligger i provinsen Jiangxi, i den sydöstra delen av landet, omkring 27 kilometer sydost om provinshuvudstaden Nanchang. Qinglan Hu ligger 17 meter över havet. Trakten runt Qinglan Hu består till största delen av jordbruksmark.
Genomsnittlig årsnederbörd är 2 373 millimeter. Den regnigaste månaden är juni, med i genomsnitt 357 mm nederbörd, och den torraste är oktober, med 36 mm nederbörd.